# نیکلاس فالک
نیکلاس فالک (سوئدی: Niklas Falk؛ زادهٔ ۲۸ ژانویهٔ ۱۹۴۷) بازیگر اهل سوئد است.
از فیلم‌هایی که وی در آن نقش داشته‌است، می‌توان به آنگونه که در بهشت است، دختری که به لانه زنبور لگد زد و بازجویی اشاره کرد.